# Gabriella Akopyan
Gabriella Akopyan (armenisch Գաբրիելլա Ակոպյան; * 21. August 1999) ist eine armenische Tennisspielerin.

## Karriere
Gabriella Akopyan spielte bislang ausschließlich Turniere der ITF Women’s World Tennis Tour. Ein Titelgewinn gelang ihr dabei nicht. Die letzte Turnierteilnahme war im April 2019, sie wird deshalb nicht mehr in der Weltrangliste geführt.
Seit 2019 ist sie an der University at Buffalo und spielt College Tennis.
Seit 2017 spielt sie für die armenische Billie-Jean-King-Cup-Mannschaft. Von ihren 16 Begegnungen, davon zehn Einzel und sechs Doppel konnte sie zwei Einzel und drei Doppel gewinnen.